# Waco, Texas
Waco (pronunție AFI,  |ˈ|w|eɪ|k|oʊ| ) este o municipalitate, un oraș și sediul comitatul McLennan, statul  Texas, Statele Unite ale Americii. Waco este situat de-a lungul râului Brazos, pe "coridorul" creat de autostrada inter-statală I-35, la jumătatea distanței dintre Dallas și Austin.
Orașul este amplasat la altitudinea de 143.3 m deasupra n.m., are o suprafață de 247,4 km² dintre care 218,1 km² este uscat și avea, conform recensământului din anul 2010 124.805 locuitori, respectiv 233.378 de locuitori ca zonă metro.

## Personalități născute aici
- Peri Gilpin (n. 1961), actriță;
- Ashlee Simpson (n. 1984), cantautoare, actriță.